# Robert McNamara
Robert Strange McNamara (São Francisco, 9 de junho de 1916 – Washington, D.C., 6 de julho de 2009) foi um empresário e político norte-americano que serviu como o 8º Secretário de Defesa dos Estados Unidos de 1961 a 1968 durante as presidências de John F. Kennedy e Lyndon B. Johnson, período em que ele teve um importante papel no aumento do envolvimento norte-americano na Guerra do Vietnã. Depois de sair do cargo ele serviu como presidente do Banco Mundial até 1981. McNamara foi o responsável por instituir a análise de sistemas na política pública, que se desenvolveu no que hoje é conhecido como análise política. Ele consolidou as funções de inteligência e logística do Departamento de Defesa em duas agências: a de Inteligência de Defesa e a de Logística de Defesa.
Antes de entrar na política, McNamara foi um dos veteranos da Segunda Guerra Mundial que ajudou a Ford Motor Company a se reerguer depois do conflito, brevemente servindo como seu presidente antes de se tornar Secretário de Defesa.

## Começo da vida, educação e serviço militar
Robert McNamara nasceu em São Francisco, na Califórnia. Seu pai era Robert James McNamara, um gerente geral de uma loja de sapatos, e sua mãe era Clara Nell (Strange) McNamara. A família do seu pai era de origem irlandesa que emigrou para os Estados Unidos por volta de 1850 logo após a Grande Fome (1845–1849). Ele frequentou um colégio em Piedmont, se formando em 1933. McNamara foi então estudar na Universidade da Califórnia em Berkeley, se formando em 1937 com um B.A. em economia e um grau em matemática e filosofia. Foi eleito para o Phi Beta Kappa no seu segundo ano e fez parte da equipe de remo. Após se formar, foi completar seus estudos na Harvard Business School, onde conseguiu um M.B.A. em 1939.
Após sua graduação, McNamara foi trabalhar como contador na Price Waterhouse em São Francisco. Ele retornou para Harvard em agosto de 1940 para ensinar contabilidade na faculdade de negócios e se tornou o professor assistente mais jovem e mais bem pago da instituição. Após seu envolvimento num programa para ensinar abordagens analíticas usadas em negócios financeiros para oficiais da Forças Aéreas do Exército dos Estados Unidos, ele decidiu se alistar e recebeu a patente de Capitão no começo de 1943, servindo durante boa parte da Segunda Guerra Mundial no Escritório de Controle de Estatística. Uma de suas responsabilidades era de analisar a eficiência das missões de bombardeamento aéreo, especialmente aquelas feitas por aviões B-29 sob comando do major-general Curtis LeMay na Índia, China e Ilhas Mariana. Ele deixou o serviço militar em 1946 com a patente de tenente-coronel e uma medalha Legião do Mérito.

## Ford Motor Company
Em 1946, Tex Thornton, um coronel com quem McNamara havia servido, juntou um grupo de ex oficiais do antigo Escritório de Controle de Estatística para entrarem no ramo dos negócios juntos. Thornton havia lido na revista Life que empresas como a Ford precisavam muito de uma reforma. Henry Ford II, que também era veterano da Segunda Guerra, contratou todo os dez homens do grupo, incluindo McNamara.
Os "Whiz Kids", como ficaram conhecidos, ajudaram a companhia a se recuperar financeiramente através de planejamento, controle e organização mais modernos. Começando como gerente de planejamento e análise financeira, McNamara avançou rápido entre as posições de chefia. Ele foi um dos principais proponentes de um carro mais barato para o mercado, o Ford Falcon no outono de 1959 — um sedan simples e fácil de produzir em larga escala. McNamara também deu ênfase em segurança, como a introdução de cintos de segurança (uma novidade na época) e um volante abobadado, que ajudava o motorista a não se machucar tanto no impacto.
Após a introdução dos modelos Lincoln em 1958, 1959 e 1960 (que não se mostraram rentáveis), McNamara continuou a apoiar carros menores mais populares, como o Lincoln Continental, modelo de 1961, que foi mais bem aceito pelo público e virou um sucesso de vendas.
Em 9 de novembro de 1960, McNamara se tornou presidente da Ford Motor Company, sendo a primeira pessoa a ocupar este cargo que não era membro da família Ford desde 1906.

## Secretário de Defesa

### Visão geral

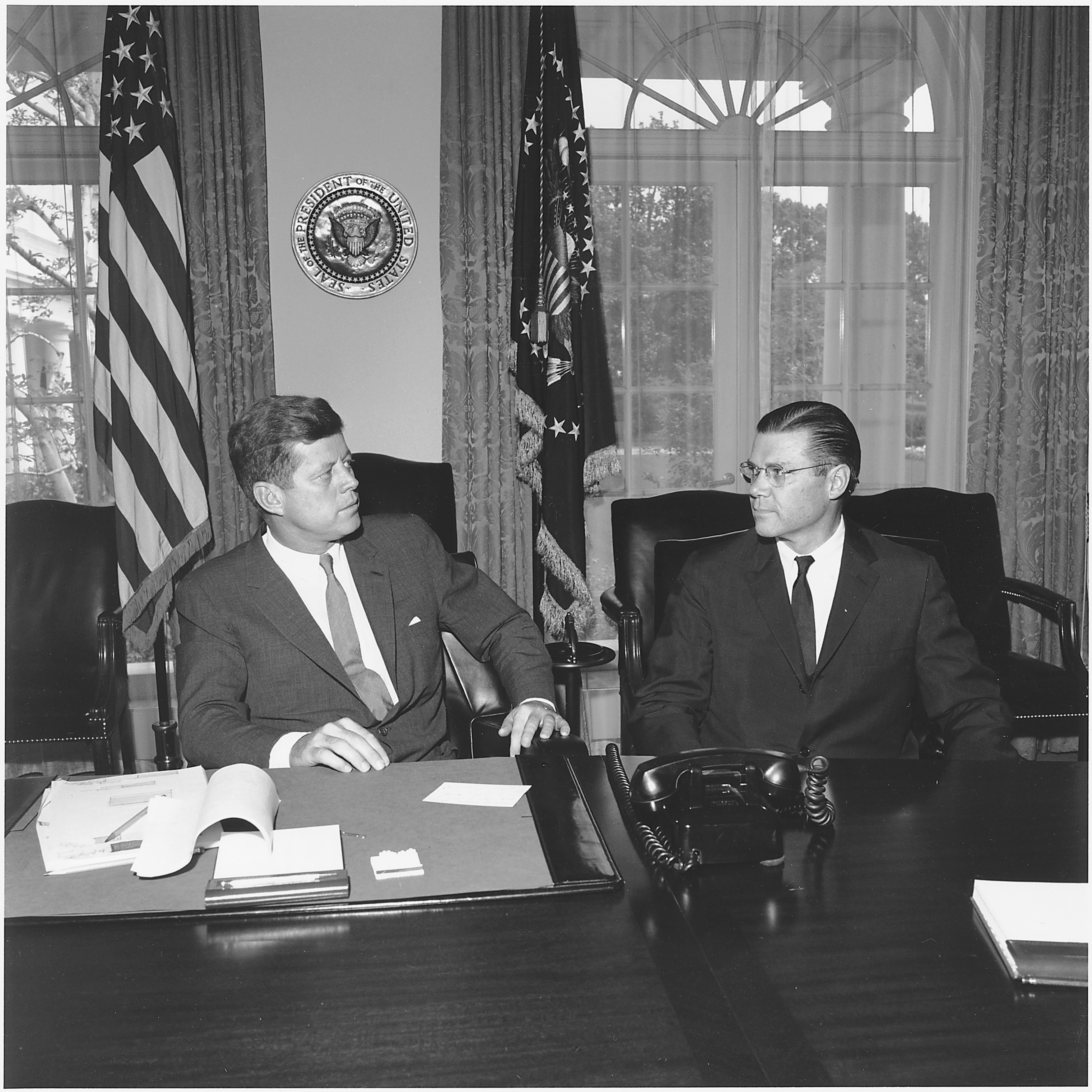
O presidente John F. Kennedy e McNamara, em 1962.

Após a eleição presidencial de 1960, o Presidente eleito John F. Kennedy (JFK) ofereceu o posto de Secretário de Defesa para Robert A. Lovett, que havia servido na posição durante o Governo Truman; Lovett recusou a oferta, mas recomendou o nome de Robert McNamara. Kennedy tinha ouvido falar de McNamara e sua carreira através de um artigo na revista Time de 2 de dezembro de 1960, e seis dias depois os dois se encontraram, junto com Robert F. Kennedy (irmão e braço direito do presidente eleito). McNamara disse para Kennedy que ele sabia nada sobre governo, a que Kennedy respondeu: "Nós podemos aprender nossos trabalhos juntos. Eu também não sei como ser presidente". McNamara já havia lido o livro de Kennedy, Profiles in Courage, e perguntou se ele realmente tinha escrito sozinho, a que Kennedy respondeu que sim. Kennedy ofereceu também a McNamara o posto de Secretário de Tesouro; após uma semana, ele contactou JFK e afirmou que havia aceitado o posto de Secretário de Defesa, sob a condição de que ele teria a palavra final sobre todos os oficiais apontados para o Departamento de Defesa, algo que Kennedy concordou.
De acordo com Ted Sorensen, Kennedy afirmava que McNamara era a "estrela do time", convocando seus conselhos em assuntos além de segurança nacional, como negócios e economia. McNamara se tornou um dos poucos membros do governo Kennedy a trabalhar e socializar com a família do presidente, se tornando, por exemplo, amigo próximo do procurador-geral Robert F. Kennedy.
Inicialmente, as políticas que o Presidente Kennedy denotou no seu discurso ao Congresso em 28 de março de 1961, guiou McNamara na reorientação do programa de defesa americano. JFK rejeitava o conceito de ataque preventivo nuclear e enfatizava a necessidade de uma estratégia adequada de armamento e ataque nuclear dos Estados Unidos e dos seus aliados. As forças militares dos Estados Unidos, apontou o presidente, deveriam estar sob comando e controle dos civis e a postura defensiva nacional teria a ver com a "vontade de reduzir o perigo da guerra geral impremeditada e irracional". A prioridade das forças armadas americanas no exterior, junto com os aliados, deveria "evitar a erosão do Mundo Livre através da limitação da guerra". Kennedy e McNamara rejeitavam a noção de retaliação em massa por uma postura de "resposta flexível". Os Estados Unidos queriam escolhas e opções numa emergência ao invés de "retirada inglória ou retaliação ilimitada", como o presidente dizia. De uma grande revisão dos desafios militares que os Estados Unidos enfrentariam iniciado por McNamara em 1961 veio a decisão de aumentar a capacidade de "guerra limitada" da nação. Esses movimentos foram significativos porque McNamara estava abandonando as políticas de retaliação massiva do governo de Dwight D. Eisenhower em favor da estratégia de reposta flexível que se apoiava na capacidade americana de conduzir uma guerra não-nuclear limitada.
O governo Kennedy deu ênfase em particular em melhorar as habilidades do país em conter a ameaça do comunismo e suas "guerras de libertação nacional", onde o inimigo preferia ações indiretas, priorizando atos subversivos e ações de guerrilha. Como McNamara disse em um relatório em 1962, "as táticas militares [dos comunistas] eram de snipers, emboscadas e ataques rápidos. As táticas políticas são terror, extorsão e assassinato." Em termos práticos, isso significava treinar e equipar os exércitos dos Estados Unidos, e seus aliados como no Vietnã do Sul, em operações de contrainsurgência.
Este aumento da atenção à força convencional complementou essas preparações das forças especiais. Ele também viu uma expansão nas forças armadas. O número de tropas no serviço ativo havia caído de 3 555 000 em 1953 para 2 483 000 em 1961, aumentando então para 2 808 000 em junho de 1962. Durante o conflito no Vietnã, o contingente dos exércitos americanos chegaria, em 1968, a 3 550 000.

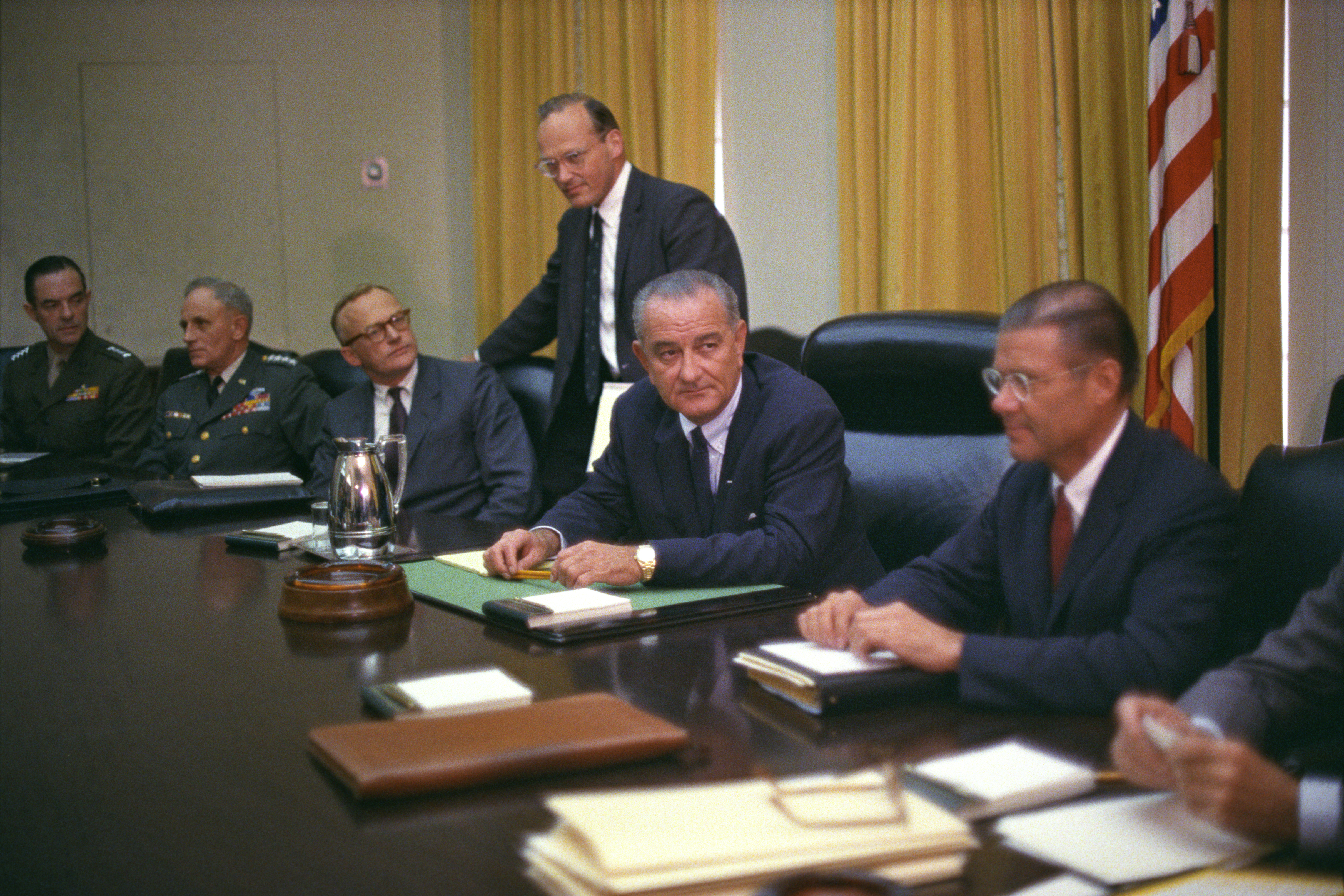
O presidente Johnson e McNamara em uma reunião de cúpula do governo, em julho de 1965.

No setor financeiro, em 1961, McNamara ordenou que custos fossem reduzidos em áreas de pouca importância e aumentados em setores essenciais. Por exemplo, na marinha buscou aposentar aeronaves antigas e substituí-las por aviões mais modernos como o F-4 Phantom e A-7 Corsair. Programas de desenvolvimento foram fundidos e fundos para pesquisas foram maximizados para evitar desperdícios. Para fazer frente aos novos caças que a União Soviética estava produzindo, como o MiG-23 e o MiG-25, McNamara apoiou o programa TFX, que desenvolveu o F-111. Embora não tenha sido bem-sucedido, o projeto TFX acabaria sendo usado para desenvolver outras aeronaves no futuro, como o F-16 Falcon e o F/A-18 Hornet.
McNamara também emitiu a Diretriz 5120.36, em 26 de julho de 1963. O objetivo era aumentar a igualdade social nas forças armadas, e combater a discriminação racial e de gênero nas comunidades militares. A diretriz declarava: "Todo o comandante militar tem a responsabilidade de se opor a práticas discriminatórias que afeta seus homens e seus dependentes e para promover a igualdade de oportunidades para eles, para aqueles sobre seu controle direto e suas comunidades também.

### Crise com Cuba

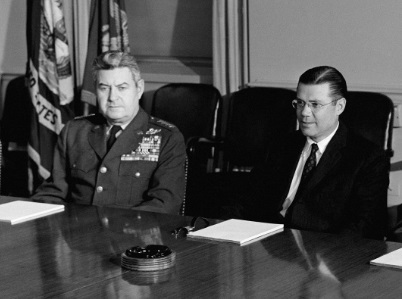
McNamara se encontrando com o chefe do estado-maior da força aérea, o general Curtis LeMay, no Pentágono. Durante a Crise dos Mísseis em Cuba, LeMay e McNamara bateram cabeça com relação a resposta a crise, com LeMay defendendo uma dura postura anticomunista e de guerra total.

A Crise dos mísseis de Cuba ocorreu em outubro de 1962, por treze dias, que quase resultou numa conflagração geral nuclear entre os Estados Unidos e a União Soviética. Durante este período, Robert McNamara era um dos principais conselheiros do presidente John F. Kennedy em meio a crise. Quando Kennedy recebeu confirmação de que os soviéticos estavam instalando mísseis com capacidade de carregar ogivas nucleares em Cuba, ele imediatamente firmou a Executive Committee (o "Comitê Executivo"), chamado de EXCOMM, para tentar resolver a situação. Kennedy instruiu a ExComm para encontrar uma resposta a ameaça soviética. O conselho se reunia até mesmo sem o presidente, para criar estratégias. Apesar de toda a tensão e as desenvolturas, tudo se resolveu em 48 horas quando Nikita Khruschev, o premier soviético, mandou duas mensagens para a Casa Branca. A primeira mensagem, uma informal, dizia que se os Estados Unidos pudessem garantir que não invadiriam Cuba, os russos retirariam seus mísseis da ilha. A segunda mensagem, mais formal, foi transmitida via rádio e afirmava que caso os americanos atacassem Cuba, a União Soviética estava pronta para para retaliar com maciço poderio militar. Embora os planos de defesa americanos focassem em armas nucleares, Kennedy e McNamara sabiam que o uso de armamento atômico seria suicídio.
Em 16 de outubro, a ExComm teve sua primeira reunião formal. A maioria dos conselheiros e oficiais preferiam lançar um ataque aéreo em larga escala contra Cuba na esperança de destruir os locais de lançamento dos mísseis, embora o posicionamento não fosse unânime e outras opções foram ponderadas. Ao final da semana, a ExComm apresentou quatro diferentes alternativas para o presidente Kennedy: um bloqueio, um ataque aéreo, uma invasão terrestre ou uma combinação dos três. Essas ações eram conhecidas como OPLAN 312, OPLAN 314 e OPLAN 316. Foi então estabelecida uma "quarentena" à ilha, para impedir que os soviéticos levassem mais equipamentos militares para Cuba. Durante a revisão final, em 21 de outubro, a pedido de Kennedy, McNamara apresentou o argumento contra um ataque e em favor da quarentena. A 24 de outubro, as 10h00 da manhã, o bloqueio a Cuba entrou em efeito. No final, os americanos e soviéticos fizeram um acordo para remover os mísseis de Cuba em troca dos Estados Unidos não invadirem a ilha, embora o bloqueio naval continuasse. Após estes eventos, McNamara afirmou: "aqui não existe estratégia, apenas gerenciamento de crise."

### Escalada da guerra no Vietnã

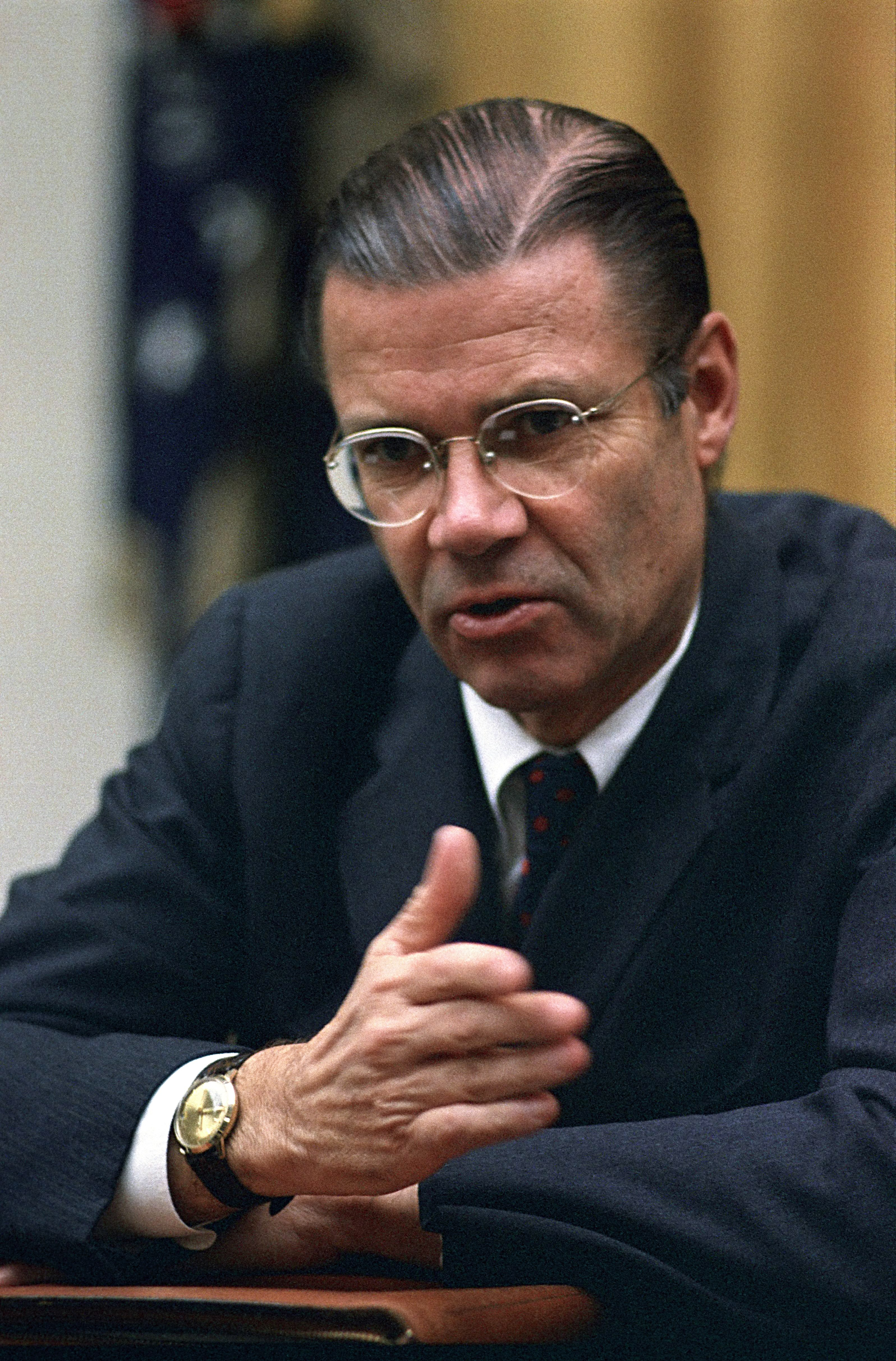
McNamara em uma reunião, em 1967, na Casa Branca.

Durante a presidência de John F. Kennedy, os Estados Unidos aumentaram sua presença militar no Vietnã de 900 para 16 000 conselheiros, que não deveriam assumir missão de combate mas apenas treinar e aconselhar o Exército da República do Vietnã do Sul (ARVN). Havia ainda um número desconhecido de agentes da CIA e membros das forças especiais que estavam por lá desde o governo Eisenhower, realizando missões secretas.
Nos governos Truman e Eisenhower, os Estados Unidos se comprometeram a ajudar os franceses e forças locais a lutar no Vietnã contra os comunistas, localizados principalmente no norte do país, nenhum dos dois presidentes mandou forças para lutarem diretamente. O papel dos Estados Unidos — inicialmente limitado a apoio financeiro, conselhos militares e operações de inteligência — foi expandido após 1954 quando os franceses se retiraram da Indochina. No governo Kennedy, a presença dos conselheiros militares americanos no Vietnã do Sul cresceu exponencialmente, com apoio de McNamara. Contudo, em 1963, McNamara apresentou ao presidente Kennedy um plano para retirar todos os conselheiros militares americanos do Vietnã até 1965, sob o pretexto de reduzir o perigo às forças dos Estados Unidos no país. Tanto Kennedy quanto McNamara (e até Lyndon Johnson) temiam as repercussões de escalar o conflito no Vietnã. A morte de Kennedy, porém, alterou e atrasou esses planos. Então tudo mudou após o Incidente do Golfo de Tonkin em agosto de 1964, quando foi reportado que dois navios de guerra americanos foram atacados por embarcações militares do Vietnã do Norte.
Registros da Biblioteca Presidencial de Lyndon Johnson sugerem que McNamara teria enganado Johnson sobre os ataques no Golfo de Tonkin ao não contar ao presidente sobre a desaprovação de ações retaliatórias por parte dos comandantes no Pacífico. McNamara também foi crucial em reportar ao Congresso e ao povo americano o ocorrido e vender a ideia da necessidade da guerra no Vietnã e escalar o conflito contra os comunistas. Em 1995, McNamara se encontrou o ex-ministro da defesa norte-vietnamita, o general Võ Nguyên Giáp, que disse para ele que o suposto ataque no Golfo de Tonkin de 4 de agosto realmente nunca aconteceu, uma conclusão que o próprio McNamara passou a concordar.
O Presidente Johnson ordenou então um ataque aéreo de retaliação contra bases navais do Vietnã do Norte. O Congresso apoiou a escalada militar no Vietnã, com apenas os senadores Wayne Morse (D-OR) e Ernest Gruening (D-AK) votando contra a chamada Resolução do Golfo de Tonkin, que autorizava o presidente a "tomar todas as medidas necessárias para repelir ataques armados contra forças dos Estados Unidos e evitar mais agressões." Independente das particularidades do ocorrido, a resolução deu autoridade plena para o presidente levar a nação à guerra e escalar o conflito no Vietnã. Johnson agora tinha autoridade plena para expandir a retaliação contra os norte-vietnamitas. "A questão fundamental do incidente do Golfo de Tonkin não envolveu 'engano', mas, sim, o uso indevido do poder concedido pela resolução", McNamara diria mais tarde.

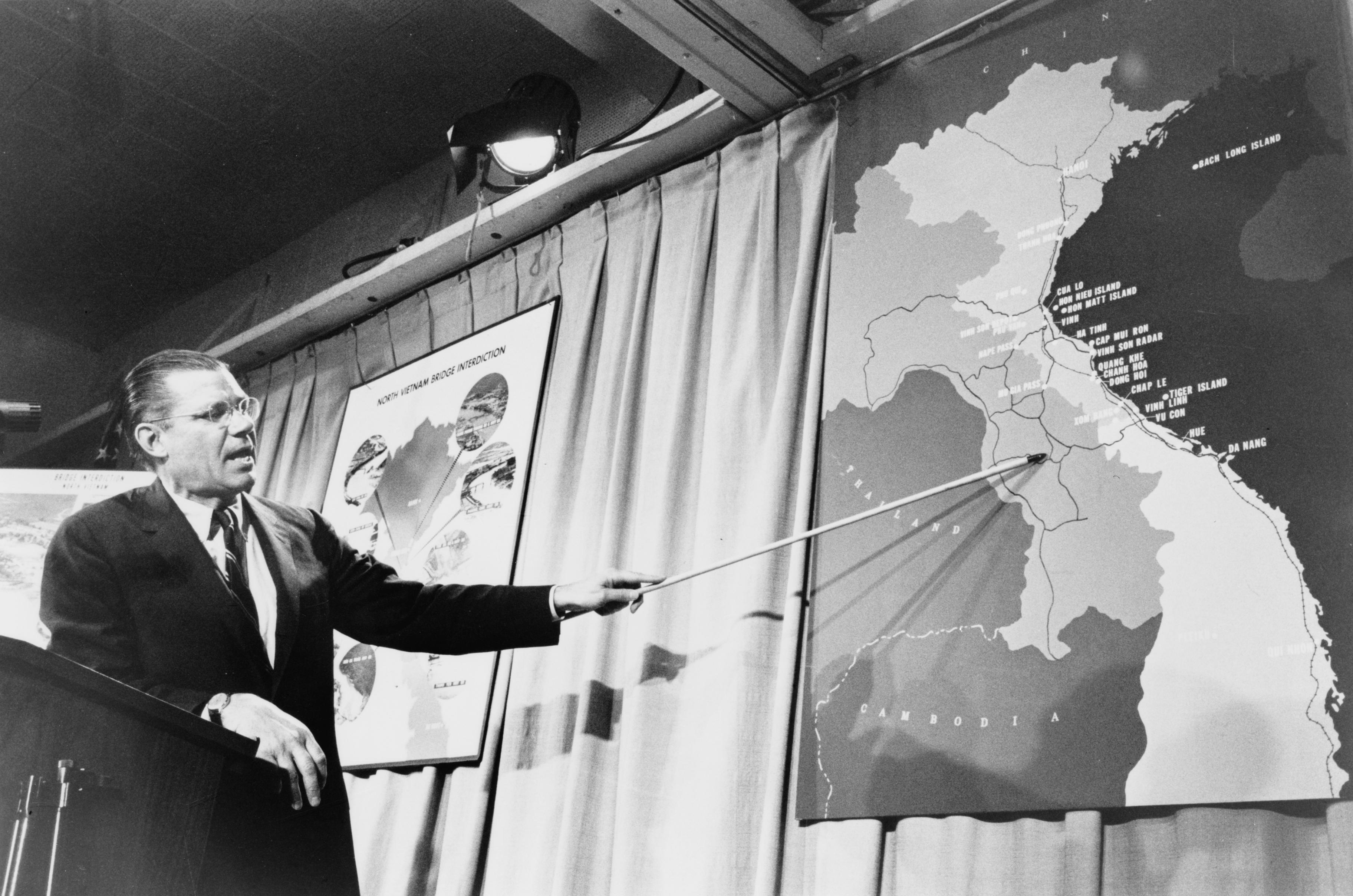
Robert McNamara. durante uma conferência de imprensa, em 1965, a respeito da Guerra do Vietnã. McNamara foi, durante o conflito, acusado de desonestidade e esconder diversos dados para o público a respeito da realidade da guerra.

Em 1965, em resposta a um grande aumento na atividade militar no sul por guerrilheiros Viet Cong e dos soldados do Vietnã do Norte, os Estados Unidos começaram um programa de bombardeio aéreo retaliatório maciço contra as cidades norte-vietnamitas, a chamada Operação Rolling Thunder. O plano de McNamara, apoiado pelos comandantes militares no teatro de operações, autorizou a conscrição e convocação de reservistas, elevando, em 1967, o total de tropas americanas no Vietnã para 485 000 homens, aumentando novamente para 535 000 em meados de 1968. Apesar do intenso bombardeio aéreo feito de norte a sul contra os comunistas, pouco resultado aparecia. As baixas americanas começaram a aumentar e a violência e regularidade dos combates terrestres só cresciam. McNamara desenvolveu uma estratégia, junto com o Estado-Maior das forças armadas, onde a vitória não seria medida apenas por sucessos no campo de batalha, mas nas perdas infligidas ao inimigo até que eles não teriam opção a não ser negociar a paz. O secretário de defesa concluiu que o número de guerrilheiros Viet Congs e regimentos militares do Norte eram limitados e que uma simples guerra de atrito acabaria por destruí-los já que os Estados Unidos tinham uma população maior, mais acesso a recursos e tecnologia bem mais avançada. Um sistema métrico (body counts, ou "contagem de corpos") seria usado para determinar o sucesso do plano.
McNamara comissionou vários estudos para medir o progresso da guerra, entre eles o Vietnam Study Task Force de 17 de junho de 1967. Com o intuito de ser um registro oficial do envolvimento militar dos Estados Unidos na Indochina, o relatório final acabou tendo 3 000 páginas e foi classificado como "Top Secret – Sensível". O relatório acabou sendo vazado para Daniel Ellsberg, jornalista do The New York Times, por John McNaughton, um ex funcionário de McNamara na Secretaria de Defesa. Este vazamento ficou conhecido como Pentagon Papers, revelando como McNamara e outros líderes do governo e das forças armadas já tinham conhecimento que a guerra era fútil ainda 1967.
Embora seja considerado o principal arquiteto da guerra do Vietnã e durante o conflito não tinha escrúpulos para passar por cima do alto-comando militar em questões de estratégia, McNamara foi, com o tempo, ficando mais e mais desiludido com a situação do conflito e as decisões que o presidente Johnson tomava, como a continua exigência de mais tropas para lutar no Vietnã do Sul e a infrutífera campanha de bombardeio contra o Vietnã do Norte que, apesar das mortes e devastações causadas, trazia pouco resultado. Ele também afirmou, posteriormente, que seu apoio a guerra no Vietnã vinha de sua lealdade ao presidente Johnson. Ele viajou ao Vietnã várias vezes para ver, em primeira mão, o progresso da guerra, e foi ficando cada vez mais relutante em aprovar mais tropas para lutar no país, algo que os militares pediam constantemente.
McNamara disse que a "Teoria do Dominó" foi a principal razão pela entrada dos Estados Unidos na Guerra do Vietnã. Em uma entrevista, em 2003, McNamara afirmou: "[o presidente] Kennedy não tinha dito antes de morrer se, deparando com as perdas no Vietnã, ele teria retirado [completamente] as tropas; mas eu acredito hoje que se ele tivesse lidado com a questão, ele teria retirado[...] Não acho que se Kennedy tivesse vivido nós teríamos comprometido tantas tropas no Vietnã".

### Renúncia

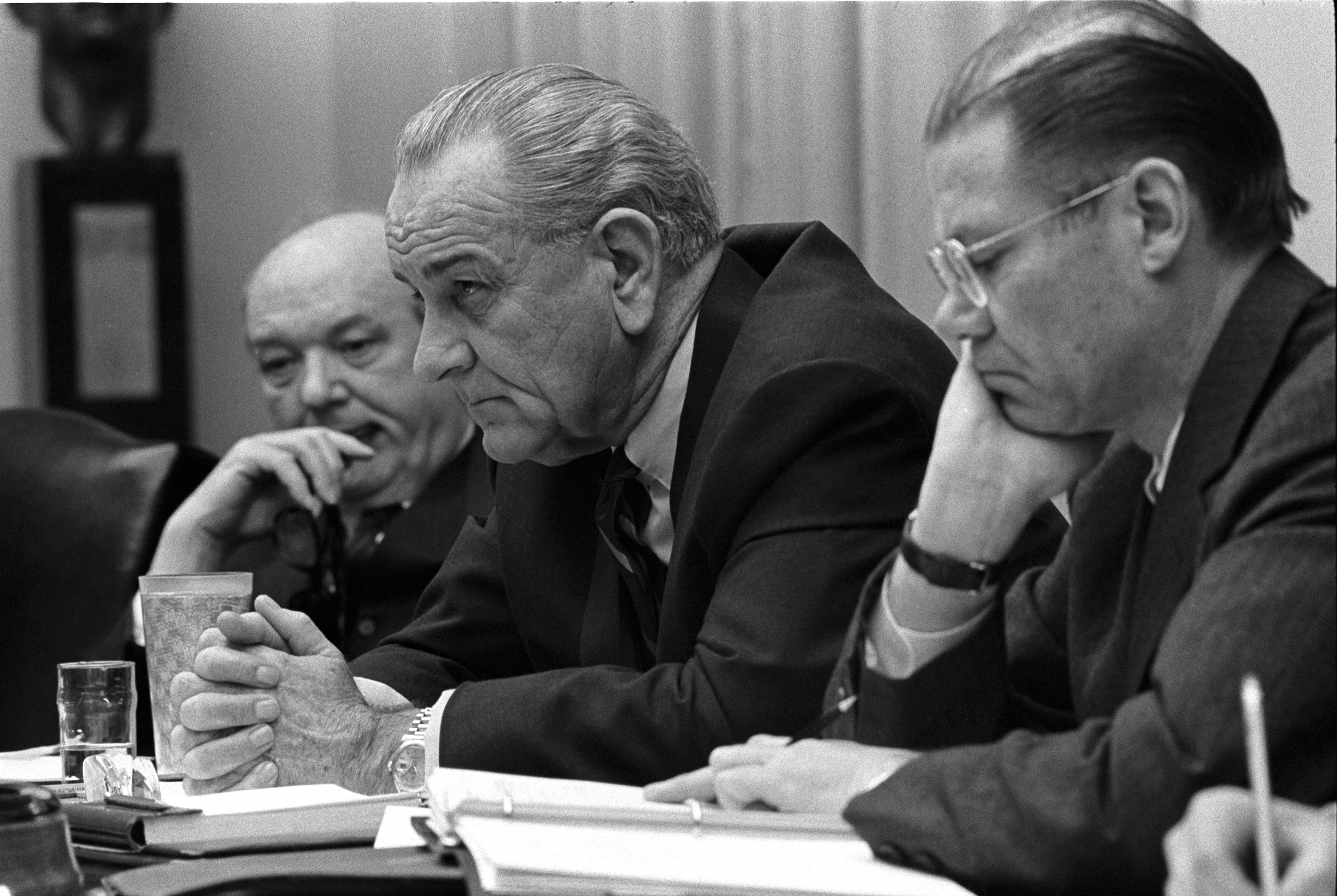
Dean Rusk, o Presidente Johnson e McNamara em uma reunião de gabinete, em 1968.

McNamara escreveu certa vez sobre sua amiga Jackie Kennedy e como ela pediu para que ele parasse de matar pessoas no Vietnã. O relacionamento de McNamara com o presidente Johnson só piorou a partir de 1966 e o chefes do Estado-Maior das Forças Armadas também batiam de frente com ele a respeito da estratégia no Vietnã, chegando a público notícias de que McNamara estava a ponto de renunciar. Em novembro de 1967, Robert McNamara enviou para Johnson um memorando com críticas e recomendações. Lá ele afirmou que o curso que o país estava não era bom, pediu para o presidente não mandar mais tropas ao Vietnã, interrompesse o bombardeio aéreo contra o Vietnã do Norte e transferisse a responsabilidade da luta para o Vietnã do Sul, visões que o presidente veementemente rejeitava. Ele afirmou para Johnson que a estratégia que os Estados Unidos havia adotado para o Vietnã havia falhado. McNamara disse mais tarde que o presidente nunca respondeu ao seu memorando. Desiludido, em 29 de novembro daquele mesmo ano, McNamara anunciou que apresentaria ao presidente sua renúncia e aceitaria sua indicação para chefiar o Banco Mundial.
Há outras visões diferentes sobre a saída de McNamara do Pentágono. Por exemplo, Stanley Karnow, no seu livro Vietnam: A History, sugere fortemente que o Presidente pediu para McNamara renunciar. O próprio McNamara expressou incerteza sobre o ocorrido, confidenciando a uma amiga, Katharine Graham do Washington Post, que ele nunca soube de fato se ele foi demitido ou se renunciou por vontade própria.
McNamara deixou oficialmente o cargo em 29 de fevereiro de 1968; por seu trabalho, o presidente o premiou com a Medalha da Liberdade e a Medalha de Serviço Distinto.
Logo após McNamara ter partido do Pentágono, ele publicou o livro The Essence of Security, onde discutiu os aspectos de sua passagem a frente do Departamento de Defesa e outras questões de segurança nacional. Ele mal falou sobre assuntos de defesa ou sobre o Vietnã até sua saída do Banco Mundial.

## Presidente do Banco Mundial
Robert McNamara serviu, por indicação inicial de LBJ, como presidente do Banco Mundial de abril de 1968 a junho de 1981. Nos treze anos que ficou a frente da organização, ele introduziu diversas mudanças, como, por exemplo, colocar o combate a pobreza como uma de suas prioridades. Ele negociou, com os diversos países que formavam a diretoria, um crescimento nos fundos do canal de crédito para desenvolvimento, na forma de saúde, comida e projetos de educação. Ele também apresentou novos métodos de avaliação da eficiência dos projetos financiados. Entre os projetos que McNamara financiou estava os esforços para prevenir a oncocercose.
O Banco Mundial tem um programa de bolsa de estudo com o nome de McNamara.

## Últimas décadas
Em 1982, McNamara se juntou a vários antigos oficiais e funcionários da segurança nacional em um apelo ao Governo Reagan para que os Estados Unidos se comprometessem a não usarem armas nucleares primeiro na Europa em caso de hostilidades; subsequentemente ele propôs a eliminação das armas nucleares como um elemento de postura defensiva da OTAN.
Em 1993, a jornalista de Washington, Deborah Shapley, publicou uma biografia dele de 615 páginas intitulada Promise and Power: The Life and Times of Robert McNamara. Shapley concluiu seu livro com as seguintes palavras: "Para melhor ou para pior, McNamara moldou o mundo em que vivemos– e se aprisionou. Um escritor pouco conhecido do século XIX, F.W. Boreham, nos oferece um resumo, 'nós tomamos nossas decisões. E então nossas decisões voltam e nos tomam'."
No livro de memórias de McNamara, In Retrospect, publicado em 1995, ele dá sua própria análise da Guerra do Vietnã do seu ponto de vista. De acordo com seu obituário no New York Times, "ele concluiu bem antes de deixar o Pentágono que a guerra era fútil, mas ele não compartilhou esse pensamento com o público até muito tempo depois. Em 1995, McNamara se demonstrou contra até mesmo a própria postura durante a guerra, confessando que fora um 'erro, terrível erro'".
Em 2003, perto do fim de sua vida, deu uma entrevista que virou a peça central no documentário The Fog of War: Eleven Lessons from the Life of Robert S. McNamara, dirigido por Errol Morris, premiado com um Óscar. Durante o filme, McNamara explica, acompanhado de imagens de arquivo, todo o processo de exame de suas experiências durante o longo e controverso período que esteve a frente do Departamento de Defesa dos Estados Unidos, além de outros momentos de sua vida pública e pessoal.
McNamara manteve-se ligado a política mesmo nos seus últimos anos, sendo crítico da decisão do Governo Bush de invadir o Iraque em 2003. Em 5 de janeiro de 2006, McNamara e um grupo de ex secretários de Estado e de Defesa visitaram a Casa Branca e discutiram com o Presidente Bush a questão da guerra no Iraque.
Robert McNamara faleceu em julho de 2009, aos 93 anos, em Washington, D.C.

## Publicações
Artigos
- "World Population Growth." The Journal of Social, Political, and Economic Studies, Summer 1977, pp. 115–118.
- "A New International Order and Its Implications for U.S. Foreign and Defense Policy." The PSR Quarterly, Vol. 3, No. 4, Dez. 1993, pp. 178–182. Apresenta as anotações manuscritas de Daniel Ellsberg.

Livros
- The Essence of Security: Reflections in Office. Nova York: Harper & Row, 1968.
- One Hundred Countries, Two Billion People: The Dimensions of Development. New York: Praeger, 1973.
- The McNamara Years at the World Bank: Major Policy Addresses of Robert S. McNamara, 1968-1981. Prefácio de Helmut Schmidt e Léopold Senghor. Baltimore, MD: Publicado para o Banco Mundial pela Johns Hopkins University Press, 1981.
- Blundering Into Disaster: Surviving the First Century of the Nuclear Age. Nova York: Pantheon Books, 1986.
- Out of the Cold: New Thinking for American Foreign and Defense Policy in the 21st Century. New York: Simon & Schuster, 1989.
- In Retrospect: The Tragedy and Lessons of Vietnam. Nova York: Times Books, 1995.
- Argument Without End: In Search of Answers to the Vietnam Tragedy. Nova York: Public Affairs Press, 1999.
- Beating the Odds: Crime, Poverty, and Life in the Inner City. Washington, D.C.: CWLA Press, 1999.
- Wilson's Ghost: Reducing the Risk of Conflict, Killing, and Catastrophe in the 21st Century. Nova York: Public Affairs Press, 2001.

Transcrições
- Civil Defense Role in U.S. Strategic Defensive Forces Outlined for Congress by Secretary McNamara. Washington, D.C.: U.S. Department of Defense, 1966.
- The Challenges for Sub-Saharan Africa. Arquivado em fevereiro 14, 2021, no Wayback Machine Washington, D.C.: Sir John Crawford Memorial Lecture, 1985.
- The Changing Nature of Global Security and its Impact on South Asia. Washington, D.C.: Conselho de Washington sobre Não-Proliferação, 1992.

## Mídia
Documentários
- The Fog of War: Eleven Lessons from the Life of Robert S. McNamara. Direção de Errol Morris. (2003) Transcrição disponível.

Televisão
- Cuban Missile Crisis Revisited. Produzido para o The Idea Channel pela Free to Choose Network. (1983)
  - Fase II, Parte I (U1016) (27 de junho de 1983)
    - com Robert S. McNamara, McGeorge Bundy, Richard Neustadt, George W. Ball & U. Alexis Johnson em Washington D.C.

  - Fase II, Parte I (U1017) (27 de junho de 1983)
    - com Robert S. McNamara, McGeorge Bundy, Richard Neustadt, George W. Ball & U. Alexis Johnson em Washington D.C.

Outras Mídias
- Treyarch's Call of Duty Black Ops (2010). No mapa dos zumbis "Five" (dublado por Robert Picardo).
  - com Richard Nixon (Dave Mallow), John F. Kennedy (Jim Meskimen), e Fidel Castro (Marlon Correa).

## Ligação externa
- Robert McNamara (em inglês) no Departamento de Defesa dos Estados Unidos
- Robert McNamara on the JFK and LBJ White House Tapes
- Federal Bureau of Investigation Records: The Vault – Robert McNamara
- AP Obituary - The Washington Post
- The Economist obituary
- Robert McNamara – Daily Telegraph obituary
- McNamara's Evil Lives On Arquivado em novembro 20, 2010, no Wayback Machine por Robert Scheer, The Nation, Jul. 8, 2009
- McNamara and Agent Orange
- Biography of Robert Strange McNamara (website)
- Historical Office US Department of Defense
- Interview about the Cuban Missile Crisis e Interview about nuclear strategy para a série War and Peace in the Nuclear Age.
- Annotated bibliography for Robert McNamara from the Alsos Digital Library for Nuclear Issues
- Oral History Interviews with Robert McNamara, from the Lyndon Baines Johnson Library
- Vídeos no C-SPAN
- Conversations with History: Robert S. McNamara, from the University of California Television (UCTV)